# Jolonica alcocki
Jolonica alcocki är en armfotingsart som först beskrevs av Louis Joubin 1906.  Jolonica alcocki ingår i släktet Jolonica och familjen Frenulinidae. Inga underarter finns listade i Catalogue of Life.